# Zeugner
Zeugner is een historisch merk van motorfietsen.
De bedrijfsnaam was Otto Zeugner, Motorradbau, Berlin (1903-1906).
Zeugner was een Duits merk dat van 1903 tot 1906 motorfietsen produceerde waar men motorblokken van Fafnir, Zedel, Minerva, FN en Peugeot in bouwde.